# Edinburg (Illinois)
Edinburg – wieś w Stanach Zjednoczonych, w stanie Illinois, w hrabstwie Christian.